# Coullia mediterranea
Coullia mediterranea is een eenoogkreeftjessoort uit de familie van de Laophontidae. De wetenschappelijke naam van de soort is voor het eerst geldig gepubliceerd in 1990 door Apostolov.